# الكاتب (مجلة)
مجلة الكاتب مجلة مصرية شهرية (مجلة الثقافة الإنسانية) كان ذلك شعارها حيث صدر أول عدد منها في أبريل 1961 م من دار التحرير للطبع والنشر رئيس مجلس الإدارة في ذلك الوقت صلاح سالم ورئيس تحريرها أحمد حمروش وسكرتير تحريرها رأفت الخياط وكانت تحوى في طياتها الكثير من المقالات في شتى نواحي الثقافة الإنسانية من فنون وادب وفلسفةواقتصاد وسياسة.